# جید اسپانیایی
جید اسپانیایی (انگلیسی: The Spanish Jade) یک فیلم صامت در ژانر درام به کارگردانی جان اس. رابرتسون است که در سال ۱۹۲۲ منتشر شد. آلفرد هیچکاک کارگردان هنری این فیلم و همچنین طراح تیتراژ آن با همکاری آدولف زوکر و توماس جی. جراگتی بوده‌است. این فیلم در حال حاضر به عنوان فیلم گمشده در نظر گرفته شده‌است.

## بازیگران
- دیوید پاول
- مارک مک‌درموت
- شارل دو روشفور
- اولین برنت
- لایونل دی‌آراگون
- فرانک استنمور
- روی بیفورد
- هری هام